# Motion JPEG
A Motion JPEG (más néven: M-JPEG)  egy videó fájlformátum, amely a JPEG tömörítő algoritmus által kódolt különálló képek sorozatából tevődik össze. A leggyakoribb videotömörítő algoritmusokkal szemben, itt minden képkocka önmagában egy-egy kép, ezért a felvétel „mozgalmassága” nem befolyásolja a képminőséget. A Motion JPEG formátumot gyakran alkalmazzák videó DJ-k és multimédia művészek.
Úgyszintén az M-JPEG algoritmust használják az ún. HTTP-folyam (stream), azaz egyidejű, vagy azonnali (lásd: streaming media) multimédia információk internetes kézbesítésére is. Ennek úgynevezett MIME kódja multipart/x-mixed-replace, amely minden képet egy egyetértés szerinti jelző által elválasztott különálló HTTP-válaszra bont. Az Internet Explorerrel ellentétben, a Mozillára alapozott böngészők, mint például a Netscape és Firefox belsőleg támogatják ezeknek a  videofolyamoknak a megtekintését.
A múltban több videodigitalizáló kártya is hardveres M-JPEG kodeket használt, például a nagy sikerű FAST AV Master. Manapság a vágásban – a digitális kamerák elterjedésének köszönhetően – ritka a Motion JPEG használata, mivel a DV kódolásnak kisebb a helyigénye, ugyanakkor a minősége jobb.